# Leptoceletes burchelli
Leptoceletes burchelli is een keversoort uit de familie netschildkevers (Lycidae). De wetenschappelijke naam van de soort werd in 1904 gepubliceerd door Jules Bourgeois.